# スポットライト (山内惠介の曲)
「スポットライト」は、2015年2月18日に発売された山内惠介の16枚目のシングル。

## 解説
- 山内のデビュー15周年記念曲[9]。
- ジャケットとカップリング曲が異なる東盤、西盤、南盤、北盤の4タイプをリリース。また、南盤には通常盤と初回限定盤の2タイプがリリースされ、初回限定盤に付属のDVDには表題曲「スポットライト」のミュージック・ビデオや2014年に行なったライブ映像が収録されている[4]。
- 北盤のカップリング曲「夕張川から」は、山内と親交がある練成会グループの会長・奥山英明が作詞を手掛けた[10]。
- 表題曲「スポットライト」の作詞を手掛けた喜多條忠は本楽曲で、第48回日本作詩大賞・優秀作品賞[6]、第57回日本レコード大賞・作詩賞をそれぞれ受賞した[7]。山内も、第57回日本レコード大賞で日本作曲家協会選奨を受賞した[7]。
- オリコンチャートでは10位を記録し、前作「恋の手本」に続き2作連続でTOP10入りを果たした[8]。また、演歌・歌謡シングルチャートでは1位を獲得し4作連続の1位獲得となった。

## 収録曲

### 東盤
1. スポットライト (03:48)
作詞：喜多條忠／作曲：水森英夫／編曲：伊戸のりお
2. 六本木界隈・夢花火 (04:54)
作詞：売野雅勇／作曲：水森英夫／編曲：伊戸のりお
3. スポットライト〜オリジナルカラオケ〜 (03:48)
4. 六本木界隈・夢花火〜オリジナルカラオケ〜 (04:54)

### 西盤
1. スポットライト (03:48)
作詞：喜多條忠／作曲：水森英夫／編曲：伊戸のりお
2. 美都子 (03:50)
作詞：喜多條忠／作曲：水森英夫／編曲：伊戸のりお
3. スポットライト〜オリジナルカラオケ〜 (03:48)
4. 美都子〜オリジナルカラオケ〜 (03:50)

### 南盤
1. スポットライト (03:48)
作詞：喜多條忠／作曲：水森英夫／編曲：伊戸のりお
2. アジアより愛をこめて (04:08)
作詞：仁井谷俊也／作曲：水森英夫／編曲：伊戸のりお
3. スポットライト〜オリジナルカラオケ〜 (03:48)
4. アジアより愛をこめて〜オリジナルカラオケ〜 (04:07)

- 初回限定盤DVD・収録トラック

1. スポットライト（ミュージックビデオ） (04:10)
2. スポットライト（カラオケミュージックビデオ） (03:49)
3. 夢見る恋人たち（ライブ@中野サンプラザ2014） (04:23)
4. 恋する街角（ライブ@中野サンプラザ2014） (03:16)

### 北盤
1. スポットライト (03:48)
作詞：喜多條忠／作曲：水森英夫／編曲：伊戸のりお
2. 夕張川から (05:08)
作詞：奥山英明／作曲：水森英夫／編曲：伊戸のりお
3. スポットライト〜オリジナルカラオケ〜 (03:48)
4. 夕張川から〜オリジナルカラオケ〜 (05:07)